# Rondeletia leonii
Rondeletia leonii är en måreväxtart som beskrevs av Nathaniel Lord Britton. Rondeletia leonii ingår i släktet Rondeletia och familjen måreväxter. Inga underarter finns listade i Catalogue of Life.